# 동프리슬란트어 위키백과

동프리슬란트어 위키백과는 동프리슬란트어로 운영되는 위키백과이다. 기호는 stq이다.